# Quiévelon
Quiévelon est une commune française située dans le département du Nord, en région Hauts-de-France.

## Géographie

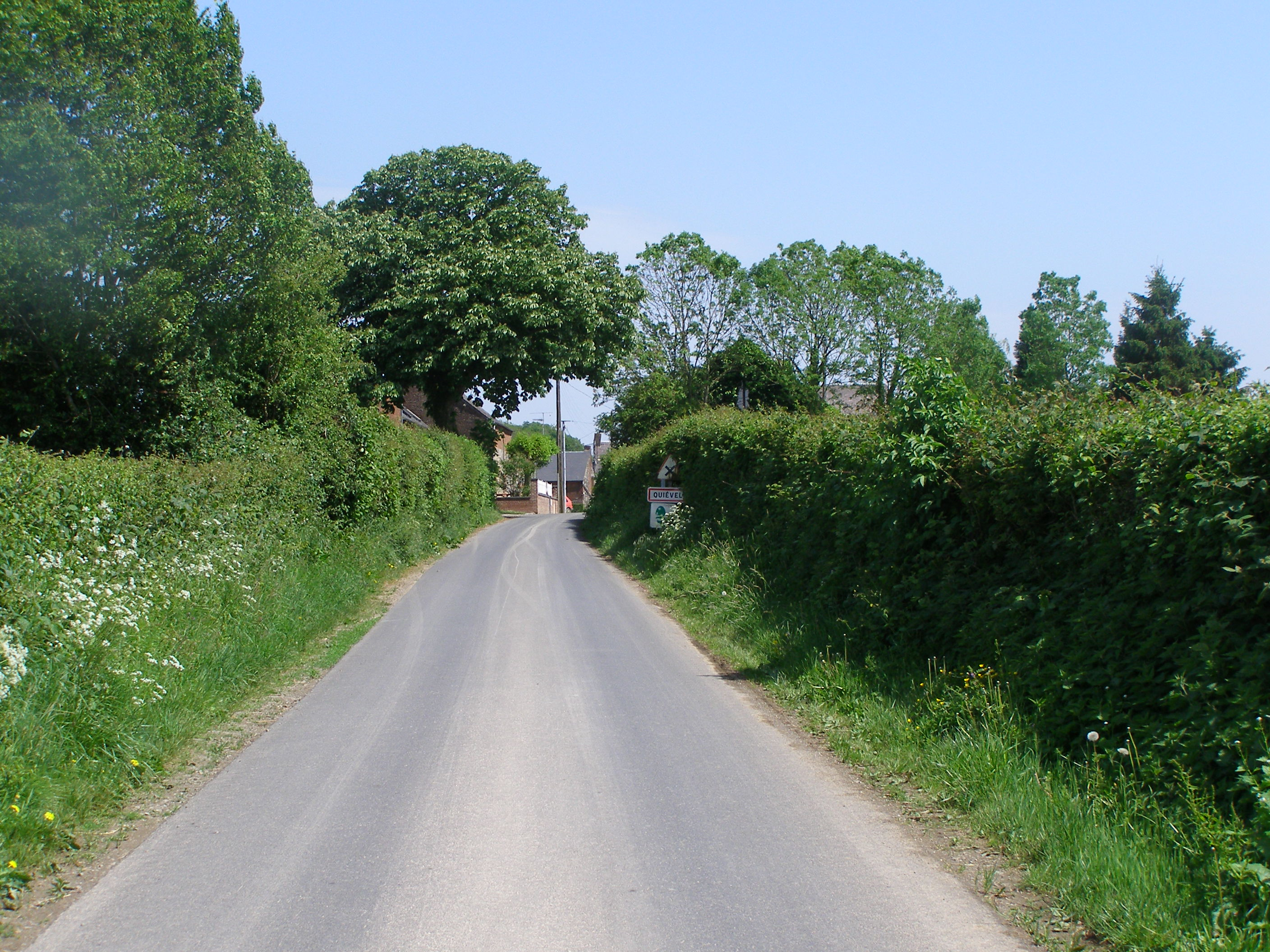
Entrée du village.

### Communes limitrophes
|                    | Colleret  |       |
| Ferrière-la-Petite | Quiévelon | Aibes |
| Obrechies          |           |       |

### Hydrographie

#### Réseau hydrographique
La commune est située dans le bassin Artois-Picardie. Elle est drainée par le ruisseau de Quievelon, la Ferme et le ruisseau de Colleret,,.

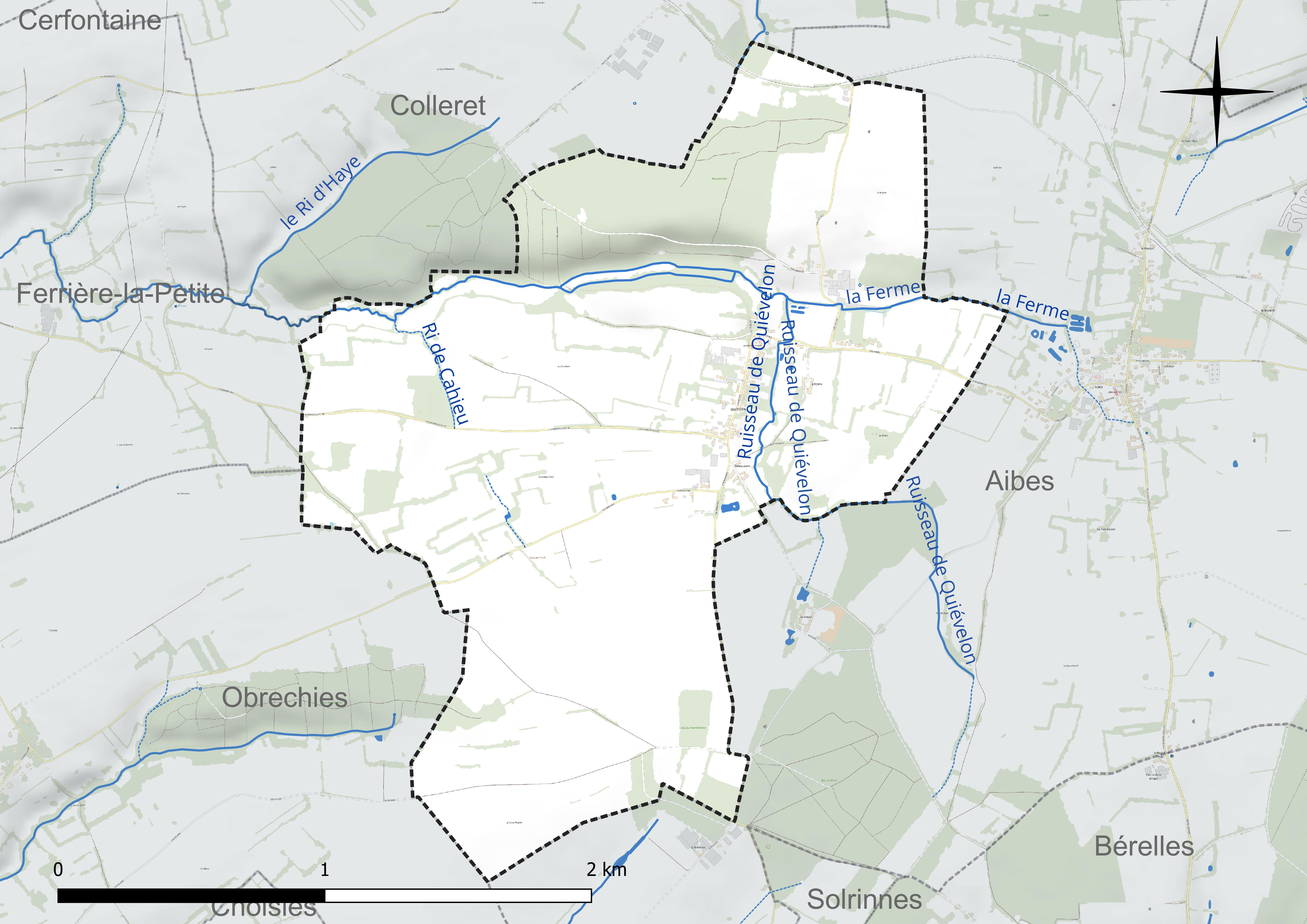
Réseau hydrographique de Quiévelon.

#### Gestion et qualité des eaux
Le territoire communal est couvert par le schéma d'aménagement et de gestion des eaux (SAGE) « Sambre ». Ce document de planification concerne un territoire de 1 253 km2 de superficie, délimité par le bassin versant de la Sambre. Le périmètre a été arrêté le 1er novembre 2003 et le SAGE proprement dit a été approuvé le 21 septembre 2012, puis modifié le 18 août 2022. La structure porteuse de l'élaboration et de la mise en œuvre est le syndicat mixte du Parc naturel régional de l'Avesnois. 
La qualité des cours d'eau peut être consultée sur un site dédié géré par les agences de l'eau et l'Agence française pour la biodiversité. 

### Climat
Pour des articles plus généraux, voir Climat des Hauts-de-France et Climat du Nord.
En 2010, le climat de la commune est de type climat des marges montargnardes, selon une étude du CNRS s'appuyant sur une série de données couvrant la période 1971-2000. En 2020, Météo-France publie une typologie des climats de la France métropolitaine dans laquelle la commune est exposée à un climat océanique altéré et est dans la région climatique  Nord-est du bassin Parisien, caractérisée par un ensoleillement médiocre, une pluviométrie moyenne régulièrement répartie au cours de l'année et un hiver froid (3 °C). 
Pour la période 1971-2000, la température annuelle moyenne est de 9,7 °C, avec une amplitude thermique annuelle de 15 °C. Le cumul annuel moyen de précipitations est de 926 mm, avec 12,8 jours de précipitations en janvier et 10,2 jours en juillet. Pour la période 1991-2020, la température moyenne annuelle observée sur la station météorologique la plus proche, située sur la commune de Saint-Hilaire-sur-Helpe à 17 km à vol d'oiseau, est de 10,5 °C et le cumul annuel moyen de précipitations est de 802,4 mm,. Pour l'avenir, les paramètres climatiques de la commune estimés pour 2050 selon différents scénarios d'émission de gaz à effet de serre sont consultables sur un site dédié publié par Météo-France en novembre 2022.

## Urbanisme

### Typologie
Au 1er janvier 2024, Quiévelon est catégorisée commune rurale à habitat dispersé, selon la nouvelle grille communale de densité à sept niveaux définie par l'Insee en 2022.
Elle est située hors unité urbaine. Par ailleurs la commune fait partie de l'aire d'attraction de Maubeuge (partie française), dont elle est une commune de la couronne,. Cette aire, qui regroupe 65 communes, est catégorisée dans les aires de 50 000 à moins de 200 000 habitants,.

### Occupation des sols
L'occupation des sols de la commune, telle qu'elle ressort de la base de données européenne d'occupation biophysique des sols Corine Land Cover (CLC), est marquée par l'importance des territoires agricoles (84,6 % en 2018), une proportion identique à celle de 1990 (84,6 %). La répartition détaillée en 2018 est la suivante : 
prairies (44 %), terres arables (29,5 %), forêts (15,3 %), zones agricoles hétérogènes (11 %), zones urbanisées (0,1 %). L'évolution de l'occupation des sols de la commune et de ses infrastructures peut être observée sur les différentes représentations cartographiques du territoire : la carte de Cassini (XVIIIe siècle), la carte d'état-major (1820-1866) et les cartes ou photos aériennes de l'IGN pour la période actuelle (1950 à aujourd'hui).

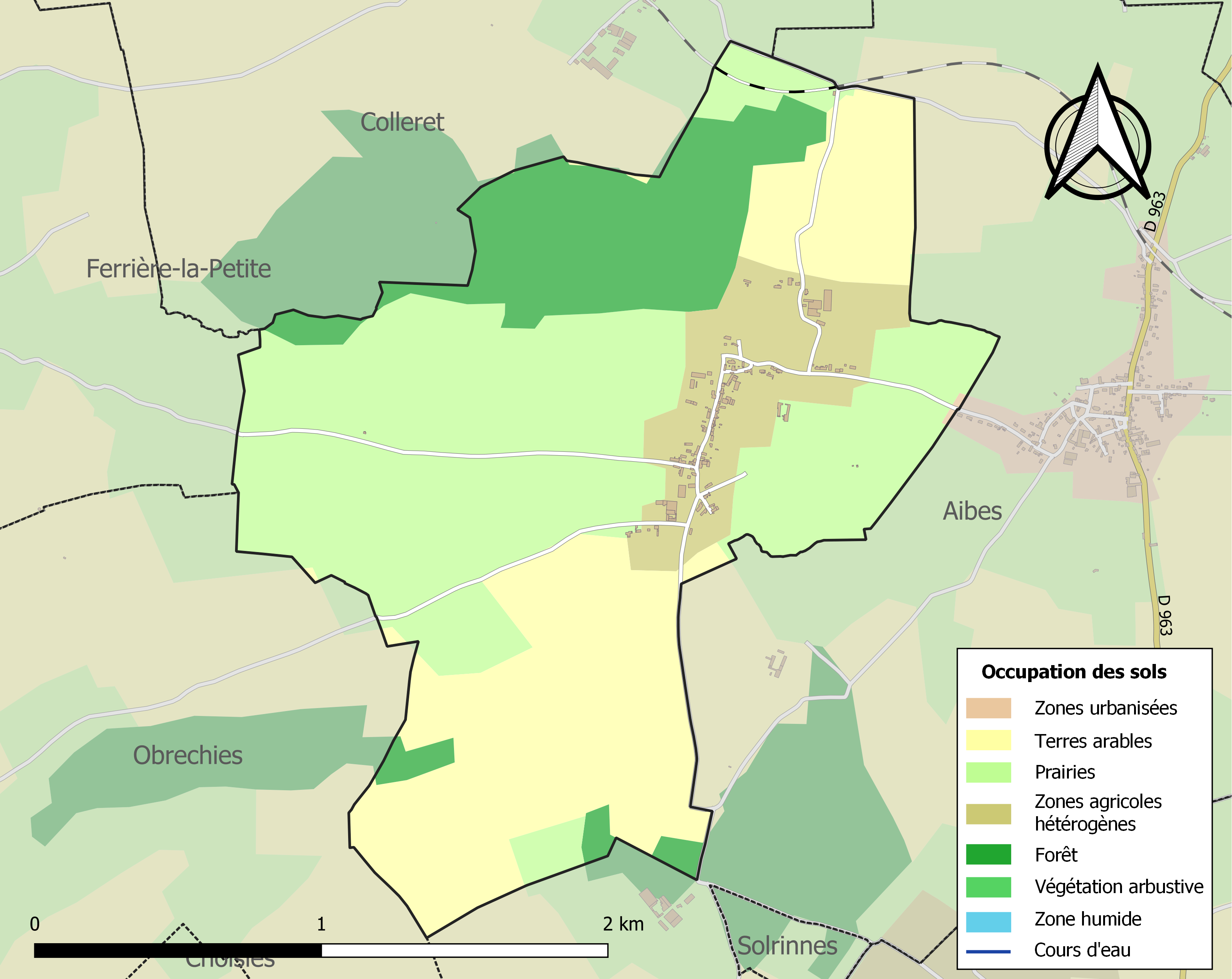
Carte des infrastructures et de l'occupation des sols de la commune en 2018 (CLC).

### Voies de communication et transports
La commune est desservie, en 2024, par le service de transport à la demande du réseau Stibus.

## Politique et administration
Maire de 1802 à 1807 : Albert Ramée,.

Maire en 1881 : Hannequart.
| Période                                  | Période   | Identité        | Étiquette | Qualité |
| ---------------------------------------- | --------- | --------------- | --------- | ------- |
| avant 1981                               | ?         | Ernest Gilliard |           |         |
| mars 2001                                | mars 2008 | Jean Cartiaux   |           |         |
| mars 2008                                |           | Gérard Huart    |           |         |
| 2020                                     | 2026      | Michel Hazard   |           |         |
| Les données manquantes sont à compléter. |           |                 |           |         |

## Population et société

### Démographie

#### Évolution démographique
L'évolution du nombre d'habitants est connue à travers les recensements de la population effectués dans la commune depuis 1793. Pour les communes de moins de 10 000 habitants, une enquête de recensement portant sur toute la population est réalisée tous les cinq ans, les populations de référence des années intermédiaires étant quant à elles estimées par interpolation ou extrapolation. Pour la commune, le premier recensement exhaustif entrant dans le cadre du nouveau dispositif a été réalisé en 2004.

En 2022, la commune comptait 138 habitants, en évolution de +6,98 % par rapport à 2016 (Nord : +0,51 %, France hors Mayotte : +2,11 %).
| 1793 | 1800 | 1806 | 1821 | 1831 | 1836 | 1841 | 1846 | 1851 |
| ---- | ---- | ---- | ---- | ---- | ---- | ---- | ---- | ---- |
| 178  | 192  | 196  | 206  | 282  | 289  | 298  | 301  | 286  |

| 1856 | 1861 | 1866 | 1872 | 1876 | 1881 | 1886 | 1891 | 1896 |
| ---- | ---- | ---- | ---- | ---- | ---- | ---- | ---- | ---- |
| 273  | 268  | 253  | 230  | 212  | 195  | 202  | 168  | 165  |

| 1901 | 1906 | 1911 | 1921 | 1926 | 1931 | 1936 | 1946 | 1954 |
| ---- | ---- | ---- | ---- | ---- | ---- | ---- | ---- | ---- |
| 159  | 157  | 160  | 144  | 133  | 132  | 123  | 144  | 173  |

| 1962 | 1968 | 1975 | 1982 | 1990 | 1999 | 2004 | 2006 | 2009 |
| ---- | ---- | ---- | ---- | ---- | ---- | ---- | ---- | ---- |
| 186  | 158  | 155  | 146  | 151  | 164  | 157  | 153  | 152  |

| 2014 | 2019 | 2022 | - | - | - | - | - | - |
| ---- | ---- | ---- | - | - | - | - | - | - |
| 136  | 136  | 138  | - | - | - | - | - | - |

#### Pyramide des âges
En 2018, le taux de personnes d'un âge inférieur à 30 ans s'élève à 32,3 %, soit en dessous de la moyenne départementale (39,5 %). À l'inverse, le taux de personnes d'âge supérieur à 60 ans est de 30,1 % la même année, alors qu'il est de 22,5 % au niveau départemental.
En 2018, la commune comptait 65 hommes pour 69 femmes, soit un taux de 51,49 % de femmes, légèrement inférieur au taux départemental (51,77 %).
Les pyramides des âges de la commune et du département s'établissent comme suit.
| Hommes | Classe d’âge | Femmes |
| ------ | ------------ | ------ |
| 0,0    | 90 ou +      | 1,4    |
| 13,6   | 75-89 ans    | 7,1    |
| 16,7   | 60-74 ans    | 21,4   |
| 18,2   | 45-59 ans    | 15,7   |
| 21,2   | 30-44 ans    | 20,0   |
| 10,6   | 15-29 ans    | 20,0   |
| 19,7   | 0-14 ans     | 14,3   |

| Hommes | Classe d’âge | Femmes |
| ------ | ------------ | ------ |
| 0,5    | 90 ou +      | 1,4    |
| 5,3    | 75-89 ans    | 8,1    |
| 14,8   | 60-74 ans    | 16,2   |
| 19,1   | 45-59 ans    | 18,4   |
| 19,5   | 30-44 ans    | 18,7   |
| 20,7   | 15-29 ans    | 19,1   |
| 20,2   | 0-14 ans     | 18     |

## Culture locale et patrimoine

### Lieux et monuments
- L'église de la Nativité-de-la-Sainte-Vierge, son retable ; au cimetière, la dalle funéraire de Marie de Quiévelon, morte en 1327, est classée monument historique.
- Le monument aux morts, où chaque année est déposée une gerbe de fleurs en l'honneur des anciens combattants.
- En face du monument aux morts, la « Grotte de Quiévelon », réplique de la grotte de Lourdes, où les passants s'arrêtaient par le passé pour faire une prière.
- Le « Tilleul de la Liberté » planté en 1792 sur la place de l'église. D'après l'inscription à son pied, « seuls quelques-uns d'entre eux ont survécu aux évènements historiques ».

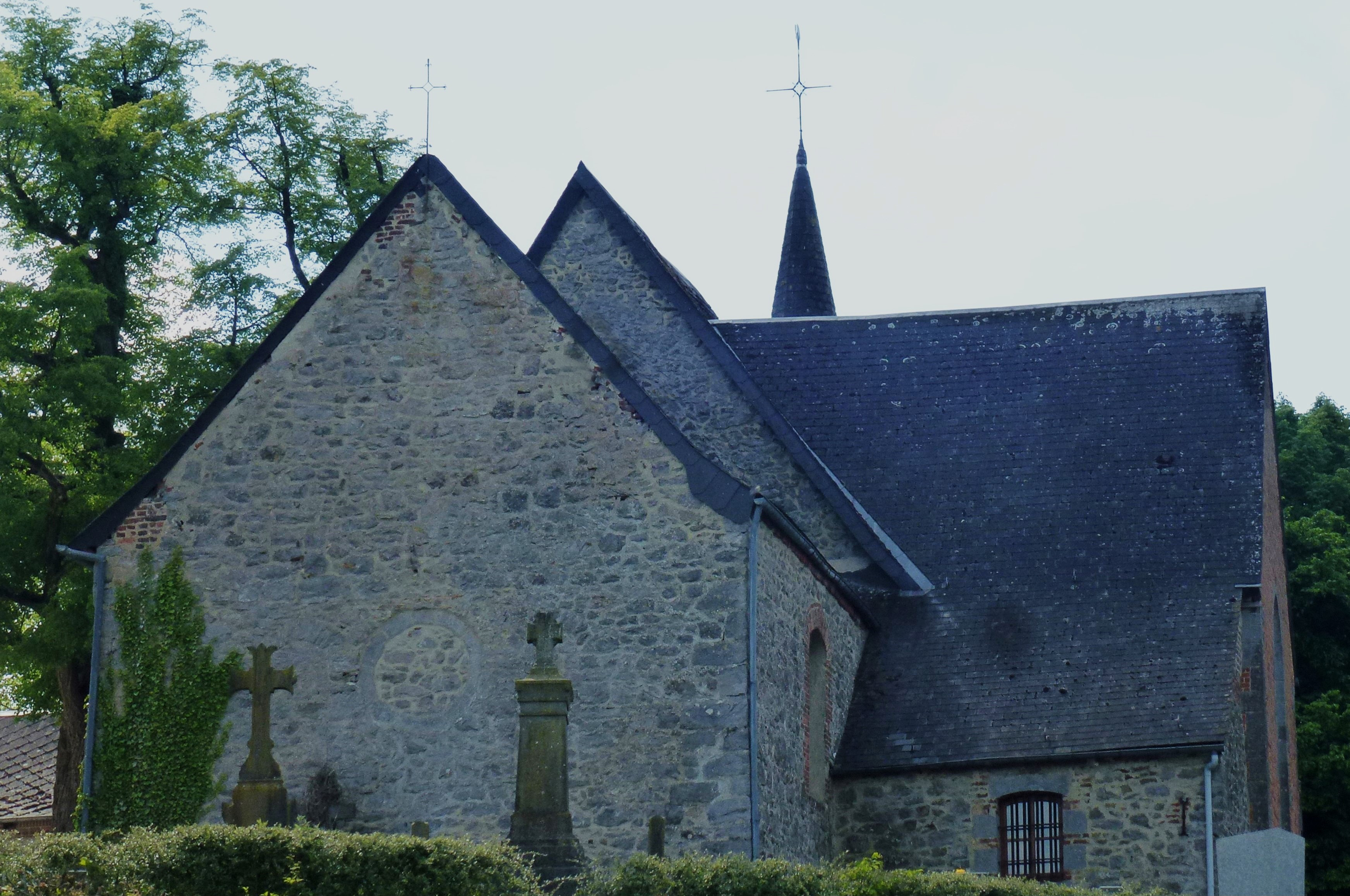
L'église de la Nativité-de-la-Sainte-Vierge.
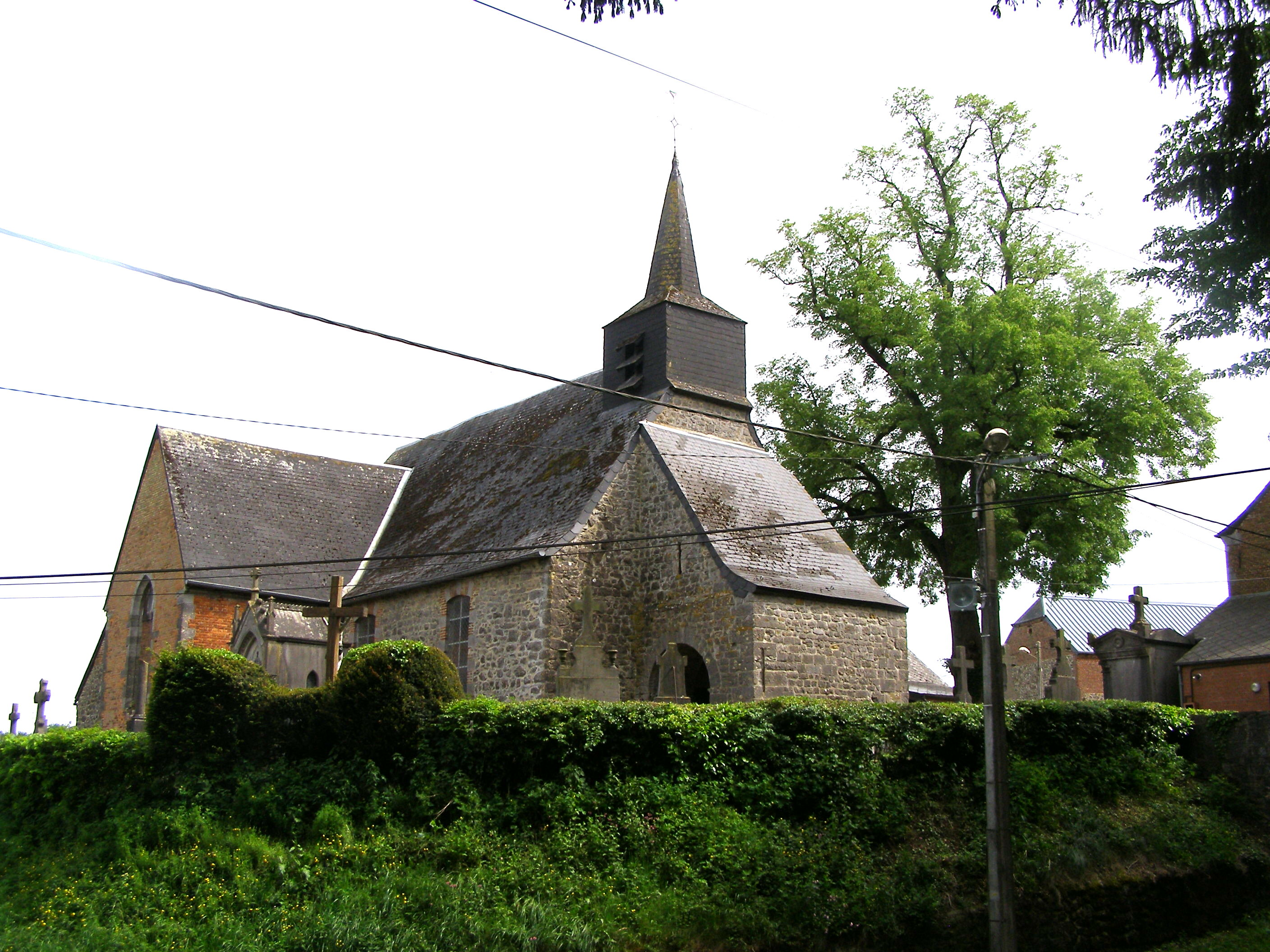
L'église et le cimetière ; à droite, le « Tilleul de la liberté ».
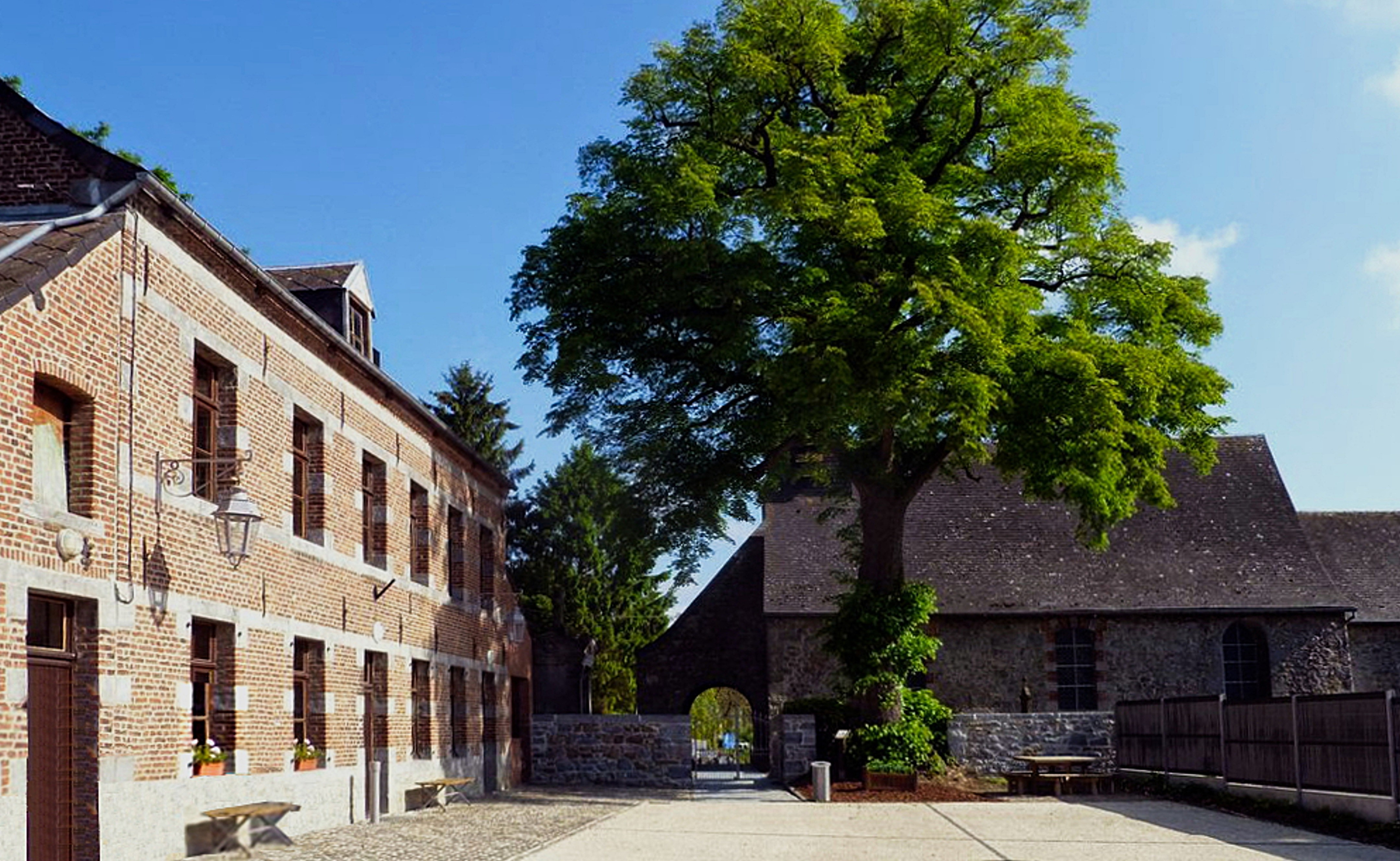
Le « Tilleul de la Liberté ».
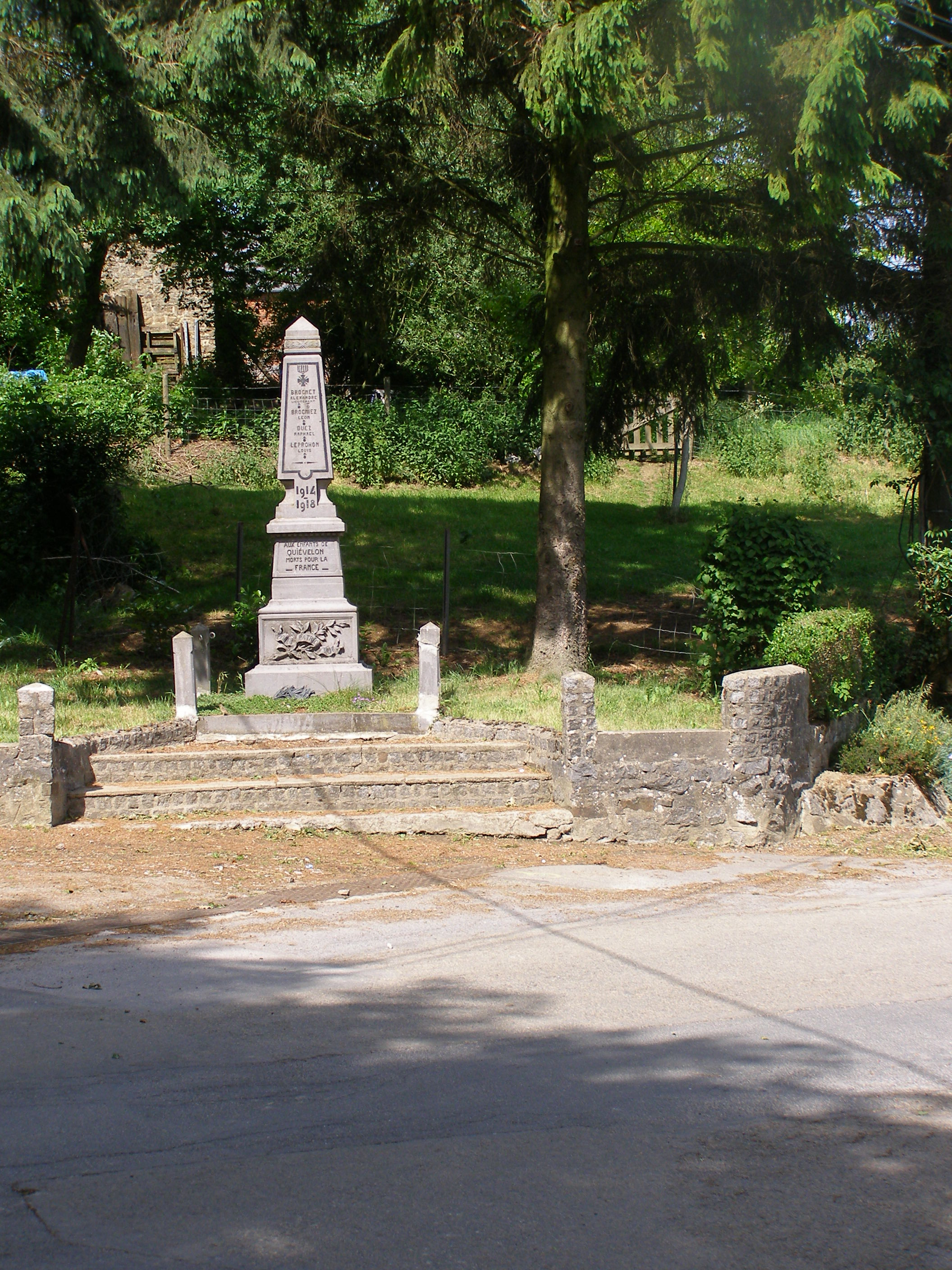
Le monument aux morts.
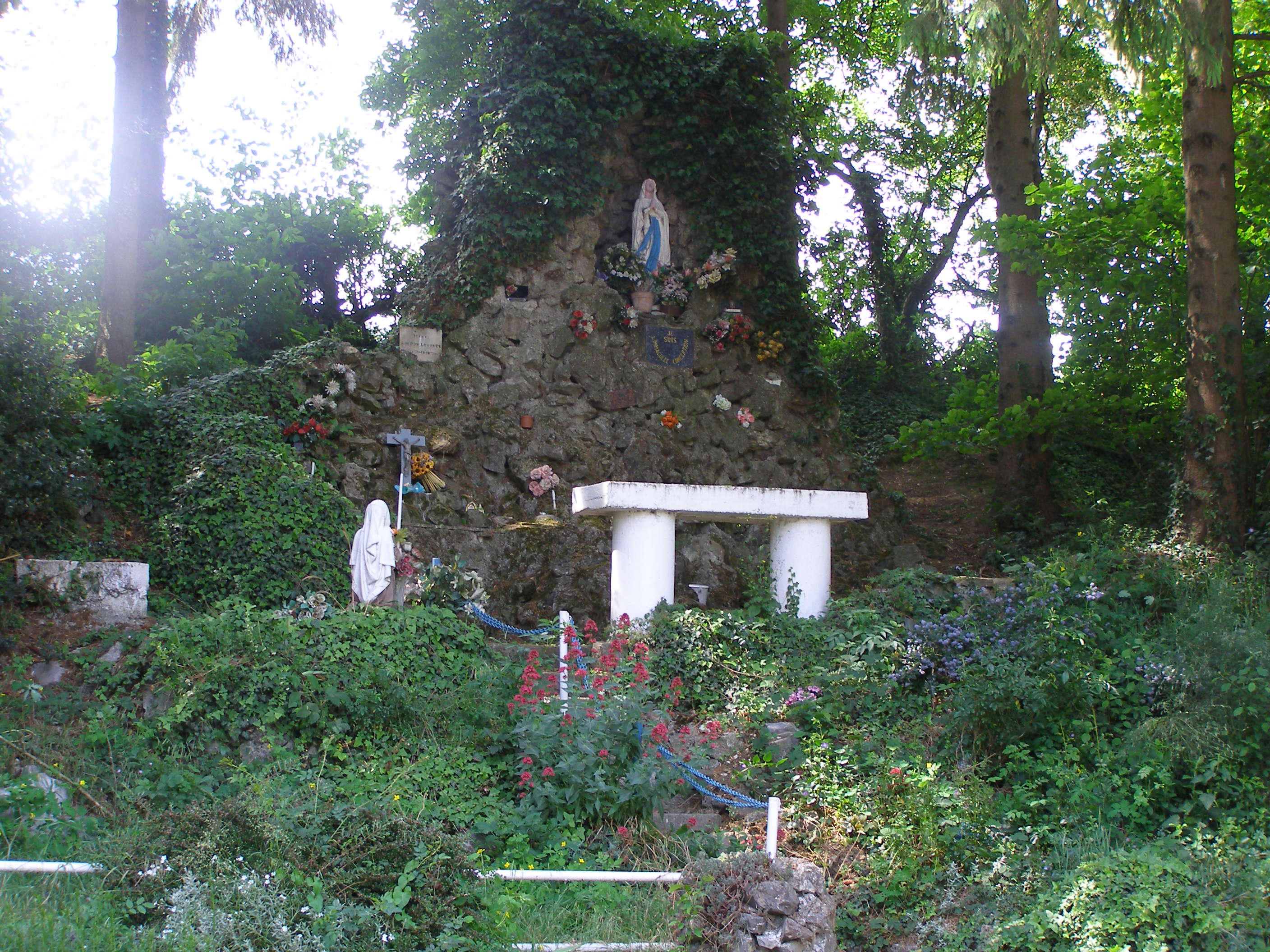
La grotte de la Vierge Marie.

### Personnalités liées à la commune

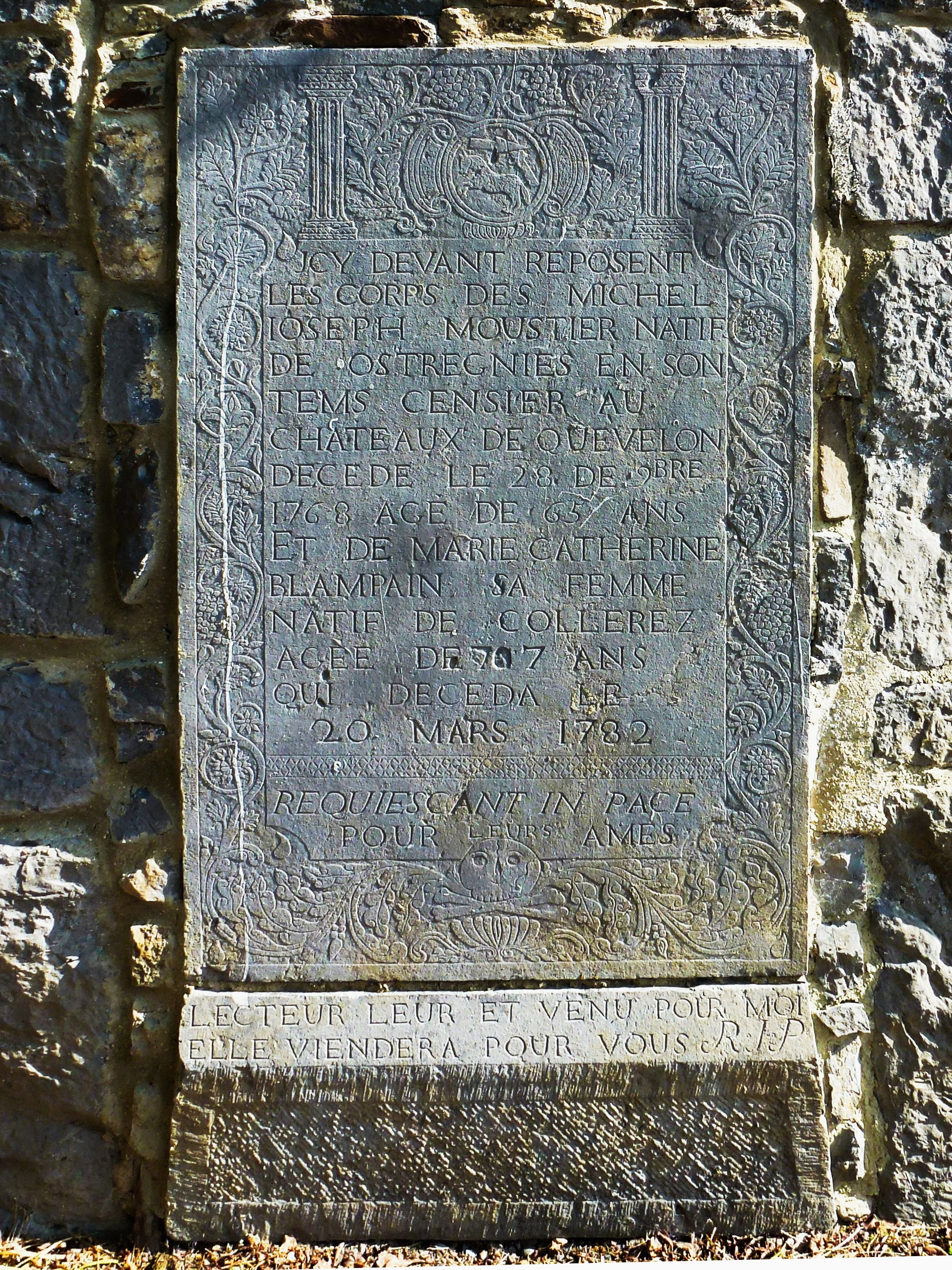
Quièvelon (grave stone) Dalle funéraire de Michel Joseph Moustier

- Michel Joseph Moustier.- Laboureur, Fermier de la Cense de Quiévelon et Censier (droit féodal) au château de Quivelon.
- Marie Catherine Blampain, l'épouse de Michel Joseph Moustier.- Notes concernant l'union[26]

### Héraldique
|  | Les armes de Quiévelon se blasonnent ainsi : « De sable à trois couleuvres ondoyants d'or, languées de gueules mises en pal 2 et 1, au chef d'azur chargé de trois colombes d'argent ». |

## Pour approfondir